# Bad Sooden-Allendorf
Bad Sooden-Allendorf é um município da Alemanha, situado no distrito de Werra-Meißner, no estado de Hesse. Tem 73,53 km² de área, e sua população em 2019 foi estimada em 8.631 habitantes.